# Lúcilo (cônsul em 265)
Lúcilo (em latim: Lucillus) foi um oficial romano do século III, ativo no reinado do imperador Galiano (r. 253–268). Era um parente de Galiano, talvez um daqueles assassinados em 268 em Roma, e filho do legado augustal propretor de Egnácio Luciliano. Em 265, foi cônsul posterior com Valeriano Menor.